# Georg-Dehio-Buchpreis
Der Georg Dehio-Buchpreis wird vom  Deutschen Kulturforum östliches Europa e. V. ausgelobt und von der Beauftragten der Bundesregierung für Kultur und Medien (BKM) dotiert. Er wird seit 2004 im Wechsel mit dem Georg-Dehio-Kulturpreis an Autoren verliehen, „die Themen der gemeinsamen Kultur und Geschichte der Deutschen und ihrer östlichen Nachbarn in ihrem literarischen, wissenschaftlichen oder publizistischen Werk aufgreifen, auf hohem Niveau reflektieren und breiten Kreisen anschaulich vermitteln“. 

## Georg-Dehio-Buchpreis
Die Auszeichnung erinnert an den aus Reval gebürtigen deutschen Kunsthistoriker Georg Dehio (1850–1932), dessen Blick für regionale Zusammenhänge und Gespür für die wechselvolle Geschichte historischer Denkmäler Maßstäbe setzte, an denen sich auch die Arbeit des Deutschen Kulturforums östliches Europa orientiert.
Der Preis ist mit insgesamt 10.000 Euro dotiert und in einen Haupt- und Förderpreis unterteilt. Der Hauptpreis würdigt das literarische oder publizistische Gesamt- und Lebenswerk eines Autors. Mit dem Förderpreis, der besonders auch für jüngere Autoren vorgesehen ist, wird eine herausragende Publikation, auch wissenschaftlichen Charakters, prämiert. Handelt es sich bei dem prämierten Werk um eine Übersetzung, kann der Preis zwischen dem Autor und dem Übersetzer geteilt werden.
Die Preisverleihung erfolgt im Rahmen eines öffentlichen Festaktes und ist von Veranstaltungen begleitet, mit denen das Werk und Wirken der Preisträger präsentiert und gewürdigt werden. „Ziel ist es, das Arbeitsgebiet der Geehrten einem größeren Publikum bekannt zu machen und zugleich auf die Traditionen und Interferenzen der Kultur und Geschichte der Deutschen im östlichen Europa hinzuweisen“.

## Jury
Über die Zuerkennung des Georg-Dehio-Buchpreises entscheidet eine Jury, deren Mitglieder vom Kuratorium des Deutschen Kulturforums östliches Europa auf Vorschlag des Vorstandes bestellt werden. Ständige Mitglieder in der Jury sind ein vom Beauftragten der Bundesregierung für Kultur und Medien (BKM) entsandter Vertreter und ein Vertreter der von der BKM geförderten Institutionen, die sich mit der Kultur und Geschichte der Deutschen im östlichen Europa befassen.

## Preisträger Buchpreis
- 2024: Ulrike Draesner für ihr literarisches Gesamtwerk (Hauptpreis); Karolina Kuszyk mit ihrem Übersetzer Bernhard Hartmann (Förderpreis) für das Buch In den Häusern der anderen. Spuren deutscher Vergangenheit in Westpolen[1]
- 2022: Michael Zeller für sein literarisches Gesamtwerk (Hauptpreis); Vasco Kretschmann (Förderpreis) für sein Buch Breslau museal. Deutsche und polnische Geschichtsausstellungen 1900 bis 2010
- 2020: Ulla Lachauer (Hauptpreis); Gusel Jachina und der Übersetzer Helmut Ettinger für den Roman Wolgakinder (Förderpreis)
- 2018: Miljenko Jergović und die Übersetzerin Brigitte Döbert (Hauptpreis); Alvydas Šlepikas und der Übersetzer Markus Roduner für den Roman Mein Name ist Marytė (Förderpreis)
- 2016: Marek Krajewski (Hauptpreis); Cord Aschenbrenner (Ehrenpreis für Das evangelische Pfarrhaus. 300 Jahre Glaube, Geist und Macht: eine Familiengeschichte)
- 2014: Barbara Coudenhove-Kalergi (Hauptpreis); Raymond M. Douglas (Ehrenpreis für Ordnungsgemäße Überführung. Die Vertreibung der Deutschen nach dem Zweiten Weltkrieg)
- 2012:  Peter Demetz (Hauptpreis); Radka Denemarková und Eva Profousová (Ehrenpreis an Autorin und Übersetzerin für Ein herrlicher Flecken Erde)
- 2010: Martin Pollack (Hauptpreis); Włodzimierz Nowak und Joanna Manc (Ehrenpreis an Autor und Übersetzerin für Die Nacht von Wildenhagen. Zwölf deutsch-polnische Schicksale)
- 2008: Richard Wagner (Hauptpreis); Andreas Kossert (Ehrenpreis für Ostpreußen. Geschichte und Mythos)
- 2006: Karl-Markus Gauß (Hauptpreis); Thomas Urban (Ehrenpreis für Verlust. Die Vertreibung der Deutschen und Polen im 20. Jahrhundert)
- 2004: Karl Schlögel (Hauptpreis); Gregor Thum (Ehrenpreis für Die fremde Stadt. Breslau 1945)